# انفعالات النفس

انفعالات النفس (رينيه ديكارت)

انفعالات النفس (بالفرنسية: Les Passions de l'âme) كتاب في علم النفس للفيلسوف الفرنسي رينيه ديكارت وهو أطروحته الفلسفية الأخيرة. اكتمل الكتاب في عام 1649 وأهداه ديكارت للأميرة إليزابيث من بوهيميا. ترجم إلى اللغة العربية في 233 صفحة. تاريخ الفلسفة مليء بالمصطلحات التي استخدمت للإشارة إلى ما نسميه اليوم عاطفة. استخدم ديكارات مصطلح passion (انفعال) على غرار المصطلح المستخدم في الفلسفة القديمة، وشاع استعمال مصطلح مشاعر sentiment في القرن الثامن عشر، واستخدم في العصر الحديث مصطلح عاطفة emotion.
ظل هذا الكتاب في الظل فترةً طويلة ويكتشف الباحثين اليوم أنه من أهم وأعظم ما كتب ديكارت، وهو يلاقي رواجاً لم يعرفه في السابق وتنشره العديد من دور النشر الباريسية. الكتاب هو قبل كل شيء كتاب في علم النفس يحاول ديكارت فيه أن يحلل شتى الانفعالات ليلمّ بها ويفسّر آليتها، ليسمح بعد ذلك للعقل أن يسيطر عليها ويسخّرها لخدمة سعادة الفرد في حياته العاطفية. وهو كذلك كتاب في الأخلاق يكمل ما كان مؤلفه قد وضعه في علم الأخلاق المؤقت، ففي هذا الكتاب تلعب الإرادة دوراً هاماً لا من أجل اجتثاث الانفعالات والانفعالات بل من أجل ترويضها وقيادتها نحو هذا النصر العظيم في حياة الفرد الاجتماعية، انتصار نبل القلب على كل بخلِ الخوف والتردد والجبن والحقارة.

## محتوى الكتاب وتنظيمه
ينقسم الكتاب إلى ثلاثة أقسام:

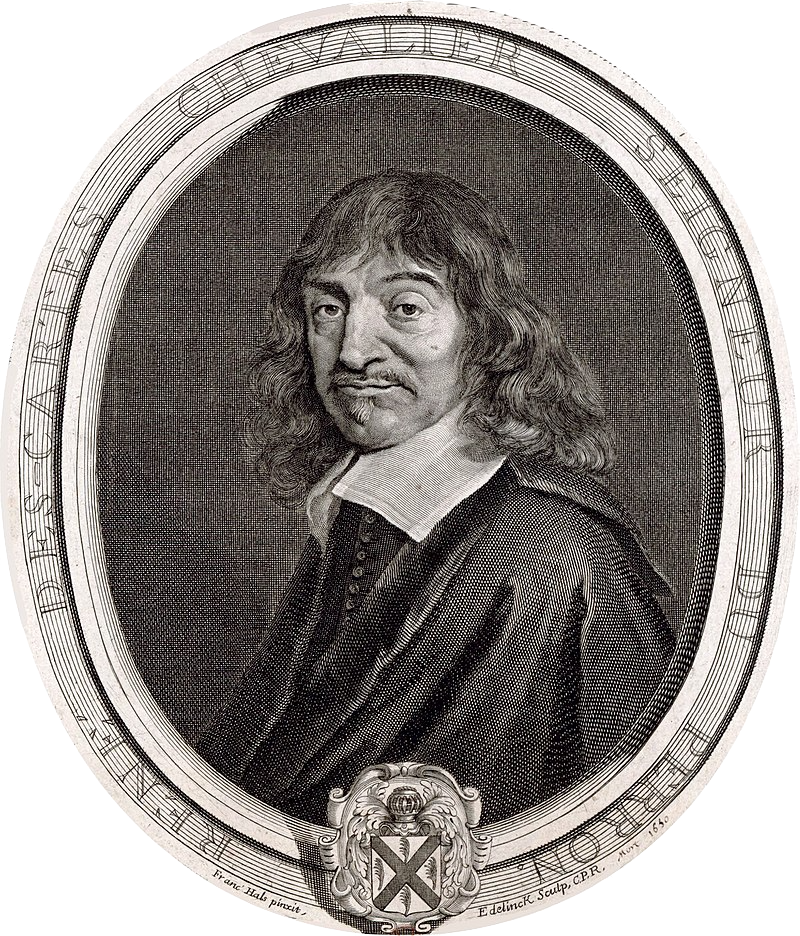
رينيه ديكارت (1596 - 1650)

القسم الأول: في الانفعالات بشكل عام: وبالمناسبة، في طبيعة الإنسان كلها
القسم الثاني: في عدد الانفعالات وفي نظامها وتفسير الانفعالات البدائية الستة
القسم الثالث: في الانفعالات الخاصة
ينقسم الكتاب كذلك، ضمن الأجزاء الثلاثة الكبرى، إلى 212 مقالة قصيرة نادراً ما تتجاوز بضع فقرات في الطول.

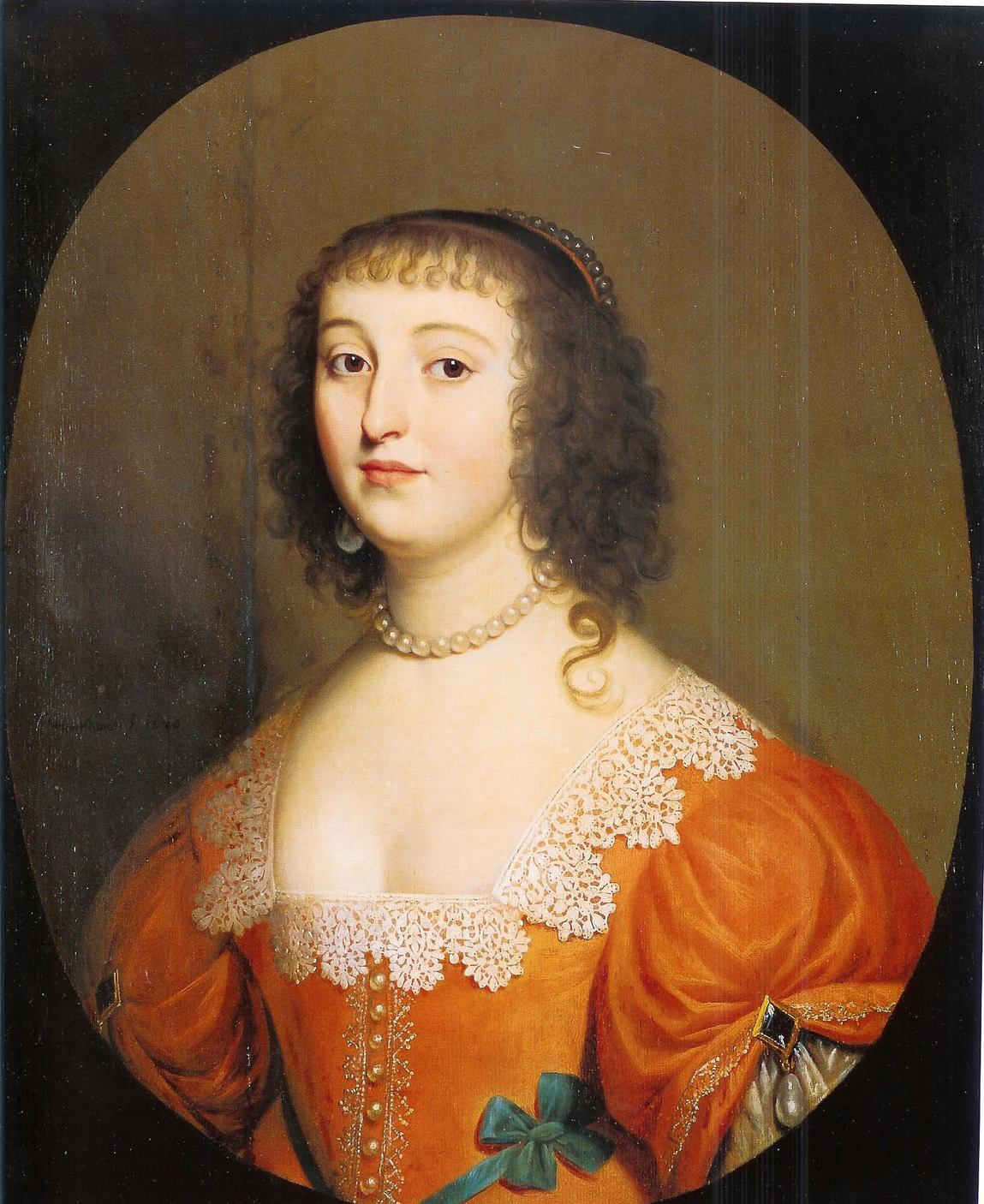
1636 إليزابيث من بوهيميا

يميز ديكارت بين ستة انفعالات مميزة بشكل أساسي: العجب، والحب، والكراهية، والرغبة، والفرح، والحزن. لذلك سوف تعثر على طريقك من خلال هذا الكم الهائل من الانفعالات من خلال التعامل مع العناصر الأساسية الستة بشكل منفصل، ثم إظهار كيف تنبع الانفعالات الأخرى منها (ديكارت - انفعالات النفس – المقالة رقم 69).
بدأ ديكارت بهذه الانفعالات الستة الأساسية (العجب، والحب، والكراهية، والرغبة، والفرح، والحزن) باحثًا عن آثارها الفسيولوجية وتأثيرها على السلوك البشري. ثم يتابع من خلال الجمع بين الانفعالات الستة لخلق صورة شاملة عن الانفعالات.

## خلفية الكتاب
بدأ ديكارت في عام 1643، مراسلات مكتوبة غزيرة الإنتاج مع الأميرة إليزابيث من بوهيميا، أجاب فيها على أسئلتها الأخلاقية، وخاصة طبيعة السعادة والانفعالات والأخلاق. تمت كتابة عواطف الروح كتركيب لهذا التبادل. تؤكد أميلي رورتي أن فحص الانفعالات الموجودة في عمل ديكارت يلعب دورًا مهمًا في توضيح تطور إدراك العقل المعرفي في المجتمع الغربي. وفقًا لمقالها «من الانفعالات إلى الانفعالات والمشاعر»، فإن حاجة ديكارت إلى التوفيق بين تأثير الانفعالات على الكائنات العقلانية بخلاف ذلك تشير إلى نقطة واضحة في تقدم تقدير الذات البشري، بالتوازي مع المنهج العلمي القائم على العقلانية بشكل متزايد

## العلاقة بين الفلسفة الأخلاقية والعلم
في سياق تطور الفكر العلمي في القرن السابع عشر الذي كان يتخلى عن فكرة الكون لصالح عالم مفتوح يسترشد بقوانين الطبيعة التي لا تُنتهك (انظر ألكسندر كويري)، لم تعد الأفعال البشرية تعتمد على فهم النظام والآلية. الكون (كما كانت فلسفة الإغريق)، ولكن بدلاً من ذلك على فهم الأعمال الأساسية للطبيعة.
كان هذا هو السياق الذي رغب فيه ديكارت في التحدث عن الانفعالات، لا كخبير أخلاقي ولا من منظور نفسي، ولكن كطريقة لاستكشاف جانب أساسي من العلوم الطبيعية. كتب في رسالة إلى محرره بتاريخ 14 أغسطس 1649: «لا يهدف تصميمي إلى شرح الانفعالات كخطيب، ولا حتى بصفتي فيلسوفًا، ولكن فقط كفيزيائي». بفعله ذلك، لم يكسر ديكارت التقليد الأرسطي فقط (الذي بموجبه تنشأ حركات الجسد في الروح)، ولكن أيضًا التقاليد الرواقية والمسيحية التي حددت الانفعالات على أنها أمراض الروح والتي تملي عليها أن تكون كذلك. تعامل على هذا النحو. وهكذا أكد ديكارت أن الانفعالات «كلها جيدة في جوهرها، وأن كل ما علينا تجنبه هو إساءة استخدامها أو الإفراط فيها».
في سياق النظرة الآلية للحياة التي كانت تكتسب شعبية في علم القرن السابع عشر، اعتبر ديكارت أن الجسد آلة مستقلة قادرة على التحرك بشكل مستقل عن الروح. انطلاقا من هذا الإدراك الفسيولوجي للجسد طور ديكارت نظرياته حول عواطف الروح. كانت الانفعالات تُعتبر في السابق حالة شاذة، وأصبحت ظاهرة طبيعية تستلزم تفسيرًا علميًا.

## مفهوم الانفعال
تستند الأطروحة إلى الفلسفة التي طورها ديكارت في أعماله السابقة، وخاصة التمييز بين الجسد والروح: الروح تفكر ولكنها غير مادية، بينما الجسد مادي لكنه لا يفكر ويتم تعريفه أساسًا بشكله وحركته. هذا ما يعرف بالثنائية الديكارتية. في كتابه الانفعال، يستكشف ديكارت هذا الانقسام الغامض للعقل والجسد. الانفعالات التي فهمها ديكارت تتوافق تقريبًا مع الانفعالات التي تسمى الآن الانفعالات، ولكن هناك العديد من الفروق المهمة بين الاثنين. مبدأ هذا هو أن الانفعالات، كما هو مقترح من قبل أصل الكلمة، هي بطبيعتها تعاني وتتحمل، وبالتالي فهي نتيجة لسبب خارجي يعمل على موضوع ما. في المقابل، يعتبر علم النفس الحديث أن الانفعالات هي إحساس يحدث داخل الذات وبالتالي يتم إنتاجه بواسطة الذات نفسها.
في عواطف الروح، يعرّف ديكارت الانفعالات على أنها «تصورات الروح أو أحاسيسها أو انفعالاتها التي تتعلق بالروح بشكل خاص والتي تسببها وتحافظ عليها وتقويتها بعض حركات الأرواح» (مقالة 27). «الأرواح» المذكورة في هذا التعريف هي «أرواح حيوانية»، وهي فكرة مركزية لفهم فسيولوجيا ديكارت. تعمل هذه الأرواح بقدرة مشابهة للجهاز العصبي للطب الحديث. يوضح ديكارت أن هذه الأرواح الحيوانية تُنتَج في الدم وهي مسؤولة عن التحفيز الجسدي الذي يدفع الجسم إلى الحركة. في التأثير على العضلات، على سبيل المثال، فإن أرواح الحيوانات «تحرك الجسم بكل الطرق المختلفة التي يمكنه القيام بها» (عواطف فن الروح).
ديكارت لا يرفض الانفعالات من حيث المبدأ. بدلاً من ذلك، يؤكد دورهم المفيد في الوجود البشري. ويؤكد أن البشر يجب أن يعملوا لفهم وظيفتهم بشكل أفضل من أجل السيطرة عليهم بدلاً من أن يتحكموا بها. وهكذا، "يمكن لأولئك الذين لديهم أضعف النفوس أن يكتسبوا السيادة المطلقة على كل شغفهم إذا عملوا بجد بما يكفي لتدريبهم وتوجيههم.

## مشاكل فلسفية
وفقًا لميشيل ماير، تعد الانفعال واحدة من أهم أعمال ديكارت المنشورة. كتب ديكارت الأطروحة ردًا على قلق فلسفي حاد، ومع ذلك فقد خاطر بتدمير كامل أعماله السابقة والنظام الديكارتي. تنبع المشكلة من حقيقة أن الانفعالات، القائمة بشكل لا ينفصم في الطبيعة البشرية، تهدد سيادة موضوع التفكير الذي بنى عليه ديكارت نظامه الفلسفي، لا سيما في الخطاب حول المنهج. جعل ديكارت من موضوع التفكير أساس اليقين الموضوعي في بيانه الشهير، «أعتقد، إذن أنا موجود». على هذا النظام بنى إمكانية معرفة وفهم العالم. في السماح بأن الانفعالات يمكن أن تعطل عملية التفكير داخل الإنسان، سمح بوجود عيب متأصل في هذا الدليل. وإذا أُجبر الإنسان على الشك في حقيقة تصوراته الخاصة، فما الذي يمكن أن يبني عليه فهمه للعالم الطبيعي؟
بالإضافة إلى ذلك، هناك فرق إضافي بين كتابات ديكارت في الفيزياء وتلك المتعلقة بالطبيعة البشرية مثل تلك التي يمكن العثور عليها في الانفعال هو علاقتها بالغائية الأرسطية. بينما يجادل ديكارت ضد وجود سبب نهائي في الفيزياء، فإن طبيعة عمله في فحص أصول ووظائف الرغبات في النفس البشرية تستلزم وجود هدف نهائي يعمل من أجله الفرد.

## العلاقة بين الجسد والروح
مشكلة أطروحة الانفعال هي أيضًا مشكلة الثنائية الديكارتية. في الجزء الأول من عمله، يفكر ديكارت في العلاقة بين مادة التفكير والجسد. بالنسبة إلى ديكارت، الرابط الوحيد بين هاتين المادتين هو الغدة الصنوبرية (المقالة رقم 31)، المكان الذي ترتبط فيه الروح بالجسد.
الانفعالات التي يدرسها ديكارت هي في الواقع تصرفات الجسد على النفس (المقالة رقم 25). الروح تعاني من تأثير الجسد وتخضع بالكامل لتأثير الانفعالات. بالطريقة التي يشرح بها ديكارت جسم الإنسان، تحفز الأرواح الحيوانية الغدة الصنوبرية وتسبب العديد من المشاكل (أو الانفعالات القوية) في السوق.

## مزيج من الانفعالات
تهاجم الانفعالات الروح وتجبر الجسد على ارتكاب أفعال غير لائقة. لذلك كان من الضروري أن يدرس ديكارت في الجزء الثاني من أطروحته التأثيرات الخاصة لكل عاطفة منفصلة وطرق تجليها. تسمح دراسة الانفعالات للفرد بفهم هذه العناصر وتفسيرها بشكل أفضل والتي قد تزعج قدرات التفكير العقلاني للإنسان.
في الوقت نفسه، يجب أيضًا تقدير حداثة ديكارت. حتى أثناء تحديد الانفعالات وتأثيرها، لم يصدر أبدًا حظرًا شاملًا ضدها باعتباره عيوبًا بشرية قاتلة يجب تجنبها بأي ثمن. إنه يعترف بها على أنها جانب متأصل في الإنسانية، لا ينبغي اعتبارها انحرافات. علاوة على ذلك، فإن دور الانفعالات على الجسد ليس ضئيلًا. يشير ديكارت إلى أنه يجب تسخيرها لمعرفة ما هو جيد وسيئ للجسد، وبالتالي للفرد (المقالتين 211 و 212) وهكذا فإن غالبية العمل مكرس لتعداد الانفعالات وتأثيراتها. يبدأ بالعواطف الأساسية الستة ثم يتطرق إلى الانفعالات المحددة التي تنبع من مزيجها. على سبيل المثال، الاحتقار والاحترام هما من الانفعالات المستمدة من الشغف الأساسي للإعجاب (مقالة 150). الشغف الذي يقدّره ديكارت أكثر من غيره هو الكرم للتأثير الإيجابي الذي يتركه على الفرد (المقالة رقم 153)

## السيطرة على الانفعالات
بالنسبة إلى ديكارت، لا شيء يمكن أن يضر بالروح وبالتالي عملية التفكير، التي هي وظيفتها الأساسية (المقالة 17)، من الجسد (المقالة 2). أكد أن الانفعالات ليست ضارة في حد ذاتها. لحماية استقلالية الأفكار وضمان فهم الإنسان للواقع، أشار إلى ضرورة معرفة الانفعالات، وتعلم السيطرة عليها من أجل الاستفادة منها على أفضل وجه ممكن. لذلك من الضروري أيضًا أن يسعى الإنسان إلى السيطرة على الفصل الموجود بين الجسد المادي والعقل.

## تأثير كتاب انفعالات النفس
تقول ليلي ألانين Lilli Alanen (1946 - 2021) وبعد التدقيق في المفاهيم الخاطئة الشائعة عن فلسفة ديكارت، بأن جيلبرت رايل Gilbert Ryle، مؤلف كتاب مفهوم العقل (1949) مرتبط عمومًا بالتطبيق الحديث لفلسفة ديكارت كما ورد في الانفعال. وفقًا لألانين، يصف رايل الرجل الحقيقي بأنه «الشبح في الآلة Ghost in the machine»، ويفصل تمامًا الجسد المادي عن «العقل» الميتافيزيقي الذي يغلف الروح أيضًا. يجادل ألانين بأن هذه الفلسفة أقرب إلى فلسفة أفلاطون، بينما لا يزال ديكارت أكثر ارتباطًا بأرسطو. ينشأ الارتباك الذي يربط رايل بشدة مع ديكارت من مزيج محير من الاستعارات. تصور ديكارت ومعاصروه العقل على أنه شيء ذو أبعاد مادية (إن لم يكن من الممكن تصوره)، مما سمح بالتمييز بين الحس «الداخلي» و «الخارجي». ويرتبط هذا بخطاب ديكارت، الذي اشتق معرفة وفهم الحقائق الخارجية على أساس اليقين الداخلي.

## وصلات خارجية
https://www.loc.gov/item/2021666986 انفعالات النفس
https://www.goodreads.com/fr/book/show/43086348 انفعالات النفس
https://www.britannica.com/topic/The-Concept-of-Mind انفعالات النفس
https://www.britannica.com/topic/The-Passions-of-the-Soul انفعالات النفس
https://www.goodreads.com/en/book/show/323656.The_Passions_of_the_Soul انفعالات النفس